# Bulles
Bulles település Franciaországban, Oise megyében. Lakosainak száma 851 fő (2022. január 1.). Bulles Le Plessier-sur-Bulles, Essuiles, Étouy, Fournival, Litz, Le Mesnil-sur-Bulles és Rémérangles községekkel határos.

## Népesség
A település népességének változása:
| Lakosok száma | 910  | 917  | 926  | 894  | 883  | 878  | 878  | 873  | 851  |
|               | 2013 | 2015 | 2016 | 2017 | 2018 | 2019 | 2020 | 2021 | 2022 |